# لوکا بارلا
لوکا بارلا (ایتالیایی: Luca Barla؛ زادهٔ ۲۹ سپتامبر ۱۹۸۷) دوچرخه‌سوار اهل ایتالیا است.